# Wirtschaftlichkeitsprüfung (Gesundheitswesen)
Die Wirtschaftlichkeitsprüfung ist im Recht der gesetzlichen Krankenversicherung ein Instrument, um die Erfüllung der vertragsärztlichen, vertragspsychotherapeutischen und vertragszahnärztlichen Pflichten gemäß § 75 Abs. 2 des Fünften Buches Sozialgesetzbuch (SGB V) zu überwachen. In Ergänzung des Sicherstellungsauftrags haben die Kassenärztlichen Vereinigungen den Krankenkassen gegenüber die Gewähr dafür zu übernehmen, dass die vertragsärztliche Versorgung den gesetzlichen und vertraglichen Erfordernissen entspricht (§ 75 Abs. 1 Satz 1 SGB V) und in der Folge die vertragsärztliche Tätigkeit zu überwachen.
Gem. § 106 SGB V wird die Wirtschaftlichkeit der vertragsärztlichen Versorgung durch Beratung und Prüfung der ärztlichen und ärztlich verordneten Leistungen überwacht.

## Überwachung
Gemäß § 106 SGB V sind die gesetzlichen Krankenkassen und die Kassen(zahn)ärztlichen Vereinigungen verpflichtet, die Wirtschaftlichkeit der vertrags(zahn)ärztlichen Versorgung zu überwachen. Dies bedeutet, es ist zu prüfen, ob das Wirtschaftlichkeitsgebot nach § 12 SGB V eingehalten wurde. Hierbei sind weitere Gesetzesvorschriften zu beachten wie z. B. §§ 2, 27, 72 und 75 SGB V. Regelungen finden sich auch in den regionalen Prüfvereinbarungen und überregionalen Rahmenvorgaben bzw. Richtlinien.
Die Überwachung erfolgt durch die verselbständigten Prüfgremien Prüfungsstelle (bis 2007 Prüfungsausschuss) und Beschwerdeausschuss (Vorverfahren im Sinne von § 78 SGG), welche gemeinsam von den gesetzlichen Krankenkassen und den Kassenärztlichen Vereinigungen gebildet werden.
Im Ergebnis können Maßnahmen wie Beratungen, Honorarkürzungen oder Regresse beschlossen werden.

## Prüfmethoden
Die gesetzlichen Regelprüfmethoden für die Wirtschaftlichkeitsprüfung der Versorgung, die die Prüfmethoden der ersten Wahl darstellen, sind:
- Richtgrößenprüfungen als Auffälligkeitsprüfung: arztbezogene Prüfung ärztlich verordneter Leistungen bei Überschreitung der Richtgrößenvolumina nach § 84 SGB V. Die Prüfungen bei Überschreitung der Richtgrößenvolumina sind für den Zeitraum eines Jahres durchzuführen.
- Stichprobenprüfung als Zufälligkeitsprüfung: arztbezogene Prüfung ärztlicher und ärztlich verordneter Leistungen auf der Grundlage von arztbezogenen und versichertenbezogenen Stichproben, die mindestens 2 vom Hundert der Ärzte je Quartal umfassen. Die Höhe der Stichprobe nach Satz 1 Nr. 2 ist nach Arztgruppen gesondert zu bestimmen. Die Prüfungen nach Satz 1 Nr. 2 umfassen neben dem zur Abrechnung vorgelegten Leistungsvolumen auch Überweisungen, Krankenhauseinweisungen und Feststellungen der Arbeitsunfähigkeit sowie sonstige veranlasste Leistungen, insbesondere aufwändige medizinisch-technische Leistungen; honorarwirksame Begrenzungsregelungen haben keinen Einfluss auf die Prüfungen. Der zu Grunde zu legende Zeitraum beträgt hierbei mindestens ein Jahr.

Ferner kommen weitere Auffälligkeitsprüfungsarten in Betracht: Zum einen die Prüfung des sonstigen Schadens auf Basis der Bundesmantelverträge (§ 48 BMV-Ä, § 44 EKV). Zum anderen können die Landesverbände der Krankenkassen und die Verbände der Ersatzkassen mit den Kassenärztlichen Vereinigungen auf Landesebene gemeinsam und einheitlich weitere Prüfungen ärztlicher und ärztlich verordneter Leistungen nach Durchschnittswerten oder anderen arztbezogenen Prüfungsarten (bspw. Einzelfallprüfung oder Vertikalvergleich) optional vereinbaren; dabei dürfen versichertenbezogene Daten nur nach den Vorschriften des Zehnten Kapitels erhoben, verarbeitet oder genutzt werden.

## Wirtschaftlichkeitsgebot
Angesichts einer relativen Knappheit der finanziellen Ressourcen im Gesundheitswesen sind die am Gesundheitswesen Beteiligten (Patienten, Krankenkassen und Leistungserbringer wie der Ärzteschaft) gehalten, mit den ihnen zur Verfügung stehenden Mitteln sparsam und wirtschaftlich umzugehen. Zur Regulation der Kosten im Gesundheitswesen wurden zahlreiche Vorschriften in Form von Gesetzen, Richtlinien etc. erlassen. Eine der wichtigsten Vorschriften ist hierbei in § 12 SGB V unter dem Begriff Wirtschaftlichkeitsgebot festgehalten, welche von den Beteiligten zu beachten ist:

„Die Leistungen müssen ausreichend, zweckmäßig und wirtschaftlich sein; sie dürfen das Maß des Notwendigen nicht überschreiten. Leistungen, die nicht notwendig oder unwirtschaftlich sind, können Versicherte nicht beanspruchen, dürfen die Leistungserbringer nicht bewirken und die Krankenkassen nicht bewilligen.“

Der Begriff Wirtschaftlichkeit wird hierbei wie folgt definiert:

„Die vertragsärztliche Versorgung ist nach allgemeiner Rechtsauffassung wirtschaftlich, wenn der Vertragsarzt die – notwendigen, ausreichenden und zweckmäßigen – Leistungen mit einem möglichst geringen Aufwand an ‚Kosten‘ (im Sinne von Ausgaben der Krankenkassen) erbringt. Stehen dem Arzt bei einer bestimmten Indikation für eine als notwendig erkannte Therapie mehrere gleich wirksame und dem Patienten zuträgliche Alternativen zur Verfügung, soll der Vertragsarzt die ‚kostengünstigste‘ Möglichkeit wählen.“

Die Begriffe zweckmäßig, ausreichend und notwendig sind wie folgt definiert:
- Zweckmäßig ist eine ärztliche Maßnahme, die objektiv geeignet ist, auf den angestrebten Zweck, den Heilerfolg hinzuwirken.[4]
- Ausreichend sind Leistungen, wenn sie dem Einzelfall angepasst sind, dem allgemein anerkannten Stand der medizinischen Erkenntnisse entsprechen und den medizinischen Fortschritt berücksichtigen.[5] Die Leistung muss gerade dazu genügen, den angestrebten Heilerfolg zu erzielen. Der Leistungserbringer bzw. Leistungsveranlasser ist zu mengenmäßigen Betrachtungen seiner Handlungen verpflichtet. Zur Verdeutlichung kann hierbei das Schulnotensystem herangezogen werden.
- Notwendig ist eine Behandlung, die nicht über den Umfang dessen hinausgeht, was im Einzelfall zur Erhaltung oder Wiederherstellung der Gesundheit unentbehrlich ist. Notwendig ist alles, worauf der Arzt bei der Behandlung eines Patienten nach dem Stand der medizinischen Erkenntnisse nicht verzichten darf, andernfalls ist die Behandlung nicht ausreichend.[6]

Zielen die Kriterien zweckmäßig und ausreichend darauf ab, dass nicht weniger geschieht, als zur Erzielung des Heilerfolges geschehen muss, soll mit dem Kriterium notwendig sichergestellt werden, dass nicht mehr geschieht, als diesem Ziel entspricht.
Rechtliches Spannungsverhältnis
Das sozialrechtliche Wirtschaftlichkeitsgebot (dessen Einhaltung mit der Wirtschaftlichkeitsprüfung kontrolliert wird) steht in einem Spannungsverhältnis zum zivilrechtlichen Haftungsmaßstab für medizinische Behandlungen, nach denen der Arzt/Zahnarzt seine Behandlung nach den neuesten medizinischen Erkenntnissen durchzuführen hat.

## Arznei- und Heilmittelbudget
Es handelt sich hierbei um Mengenbegrenzungen für den Bereich Arzneimittelverordnungen und Heilmittelverordnungen. Von Bundesland zu Bundesland können diese unterschiedlich sein.

## Fristen
Für die Wirtschaftlichkeitsprüfung gilt eine vierjährige Verjährungsfrist. Wird eine Wirtschaftlichkeitsprüfung nur angekündigt, aber nicht innerhalb der vierjährigen Verjährungsfrist durchgeführt, darf kein Regress mehr festgesetzt werden. Der Lauf der 4-Jahres-Frist wird durch eine unbegründete Prüfankündigung nicht gehemmt.